# Атанасова, Вихра
Ви́хра Алекса́ндрова Атана́сова (болг. Вихра Александрова Атанасова; 31 августа 1920, Русе — неизвестно) — болгарская военнослужащая, участвовавшая в битве за Москву в период Великой Отечественной войны в составе 2-го батальона Отдельной мотострелковой бригады особого назначения НКВД СССР.

## Биография
Вихра Атанасова родилась в Русе 31 августа 1920 года в семье адвоката-коммуниста Александра Петкова Атанасова. В 1925 году её отец был убит полицией. Затем после этого события в 1928 году семья была выслана в СССР. Французский писатель, журналист и общественный деятель Анри Барбюс писал о её отце в «Палачах»: «Для таких бойцов, как Александр Атанасов, нет смерти, они будут жить вечно».
С 1935 года являлась членом ВЛКСМ и ВКП(б). Вихра Атанасова проходила обучение в Москве. Когда началась Великая Отечественная война, Атанасова была студенткой третьего курса Московского авиационного института. В 1941 году Атанасова пошла на фронт добровольцем в качестве медицинского инструктора. Была призвана в ряды Красной армии 12 июля 1942 года. Участвовала в битве за Москву, в Курской битве и освобождении Белоруссии.
В 1944 году по решению командования вернулась в Москву и продолжила образование в Московском авиационном институте. Награждена медалью «За отвагу». После войны осталась работать в институте в Москве.